# Rumania en los Juegos Paralímpicos de Pyeongchang 2018
Rumania estuvo representada en los Juegos Paralímpicos de Pyeongchang 2018 por un deportista masculino. El equipo paralímpico rumano no obtuvo ninguna medalla en estos Juegos.